# Sahara (kniha, 2002)
Sahara je kniha, kterou napsal Michael Palin jako doprovod k dokumentárnímu seriálu televize BBC Sahara s Michaelem Palinem.
Tato kniha, stejně jako ostatní knihy, které Palin napsal po každé ze svých sedmi cest pro BBC, se skládá jak z jeho textu, tak z mnoha fotografií pro ilustraci cesty. Všechny obrázky pro tuto knihu pořídil fotograf Basil Pao, který byl součástí týmu, který Michaela Palina na cestě doprovázel. (Basil Pao také vytvořil knihu Inside Sahara obsahující mnohem více jeho obrázků).

Karavana v poušti (ilustrační obrázek)

Tato cesta zahrnovala cestování po celé Saharské poušti. Cesta začínala i končila na Gibraltaru. Kniha obsahuje 13 kapitol: Gibraltar, Maroko, Alžírsko, Západní Sahara, Mauretánie, Senegal, Mali, Niger, Alžírsko, Libye, Tunisko, Alžírsko a Gibraltar . Alžírsko je uváděno třikrát proto, že cesta nejprve vedla částí západního Alžírska, pokračovala přes jižní, střední a východní Alžírsko a na zpáteční cestě vedla po středomořském pobřeží severního Alžírska. Ve všech těchto zemích, kromě Gibraltaru, je převládajícím náboženstvím islám. Některé z těchto zemí jsou obrovské; například Alžírsko je čtyřikrát větší než Francie nebo třikrát větší než Texas. Saharská poušť je zhruba stejně velká jako Spojené státy americké. Cesta byla dlouhá 16 000 km a trvala tři měsíce.
Kniha je napsána jako deník; Palin začíná každou část knihy nadpisem jako „Den čtyřicet dva: Djenne“. Ne všechny dny jsou však zmíněny, což je výsledek rozdělení této cesty na kratší úseky. To není v televizním programu uvedeno.

## Audio vydání
Kniha vyšla též jako audiokniha, komentář četl sám Palin. Audiokniha existuje ve dvou verzích: zkrácená verze trvá 6 hodin a těžko dostupná nezkrácená verze, která trvá 9 hodin 52 minut.[zdroj?]

## České vydání
V českém překladu Zuzany Gabajové vyšla kniha v roce 2006 u nakladatelství Jota.